# Ismail Assad
Ismail Assad (* 21. Dezember 1987) ist ein algerischer Radrennfahrer.
Ismail Assad gewann 2007 mit der algerischen Nationalmannschaft die dritte Etappe bei der Tour of Libya nach Bani Walid und auf dem siebten und letzten Teilstück nach Tripolis belegte er den zweiten Platz hinter dem Ägypter Mohamed Abdel Aziz. Im nächsten Jahr wurde er bei der Tour of Libya wieder Etappenzweiter, diesmal auf dem sechsten Teilstück nach Ghiryan hinter dem Deutschen Janusch Laule.

## Erfolge
2007
- eine Etappe Tour of Libya